# ویل بلک مور
ویل بلک مور (انگلیسی: Will Blackmore؛ زادهٔ ۱ اکتبر ۲۰۰۱) بازیکن فوتبال است.